# Agrionympha sagittella
Agrionympha sagittella là một loài bướm đêm thuộc họ Micropterigidae. Nó được Gibbs mô tả vào năm 2011. Loài này có ở Nam Phi, nơi nó chỉ được biết đến từ rừng Hogsback và Ngadu ở Đông Cape.
Chiều dài cánh trước khoảng 3,2–3,5 mm đối với con đực và 3,6–3,8 mm đối với con cái.